# Nina Sutton
Pour les articles homonymes, voir Sutton.
Nina Sutton (Hammersmith, 13 avril 1945 - Paris, 10 septembre 2023) est une journaliste et écrivain française d’origine anglaise (elle écrit dans les deux langues), dont une bonne partie de la carrière a été consacrée à la politique américaine.

## Biographie
Les parents de Nina Sutton se sont rencontrés dans les bureaux de la « France combattante » du général de Gaulle, à Londres. Son père, ayant fui la France occupée, y travaillait comme comptable. Sa mère, la guitariste classique Alice de Belleroche, y était cantinière bénévole.  
Nina Sutton a fait des études de droit public et de sociologie à l'université de Paris.
Après quelques articles à la pige et une participation active à Mai 68, elle travaille trois ans au Service français de la BBC, à Londres. Parallèlement, elle interviewe Jean-Paul Sartre, Simone de Beauvoir, Marguerite Duras, Gilles Deleuze et autres écrivains français pour le quotidien britannique The Guardian.
À son retour à Paris en 1972, elle participe à la création du quotidien Libération.
En 1973, elle part à la découverte des États-Unis pour écrire Watergate Story, un livre sur le scandale politique qui déchire alors le pays. Le livre paraît en juin 1974, deux mois avant la démission de Richard Nixon.
En juin 1977, elle rejoint la jeune équipe du Matin de Paris comme responsable du secteur États-Unis et Grande-Bretagne.
En juillet 1979, désireuse de vivre sur place une élection présidentielle américaine, elle quitte Le Matin et s'installe à Washington où elle assure notamment la correspondance de Paris Match, de Libération et du Canard enchaîné.
Rentrée à Paris début 1982, elle crée  « Sans commentaire », une rubrique d’échos politiques qui bientôt occupe la page 2 du Matin.
En 1984, elle entre à la rédaction du Nouvel Observateur, magazine avec lequel elle collabore à la pige depuis longtemps. Mais un changement de direction l’incite à démissionner un an plus tard, en même temps que Georges Mamy et Irène Allier.
En 1986, enceinte de sa seconde fille, elle consacre un petit livre acidulé aux diktats maternels, Les Mamandises.
Après avoir été correspondante à Paris de la radio publique américaine National Public Radio et celle de l’éphémère quotidien de Robert Maxwell, London Daily News (pour lesquels elle couvre notamment le procès de Klaus Barbie), elle entre à Que Choisir qu’elle quitte en juin 1989 lorsqu’Ivan Levaï lui propose d’assurer la revue de presse de 8h30 sur France Inter.
Lorsque l'émission lui est retirée en avril 1990, elle se lance dans la rédaction de son ouvrage le plus important à ce jour, la biographie du psychanalyste Bruno Bettelheim : le livre lui prendra cinq ans et sa version américaine (elle en réalise la traduction avec son mari, David Sharp) un de plus.
Travaillant désormais en indépendant, Nina Sutton habite Paris. 

## Vie privée
Divorcée, elle est mère de deux filles, Emilie et Louise Sutton-Sharp.